# Ugolino III Trinci
Ugolino III Trinci, fils de Trincia Trinci, (Foligno... – 1415), est un condottiere italien et seigneur de Foligno (1386 - 1415).

## Biographie
Ugolino III Trinci a été seigneur de Foligno de 1386 à 1415.
Ugolino III est le fils de Trincia II Trinci.
En 1386 il a nommé Gonfalonnier de justice et Capitaine du peuple succédant à son frère Corrado II et en 1405 il a reçu le titre de vicaire pontifical.
Il était marié avec Costanza Orsini fille d'Aldobrandino Orsini, comte de Soana et Pitigliano.
Ugolino était un ami du condottiere Braccio da Montone qui dirigeait Pérouse depuis 1416.
Ugolino a également rénové le célèbre Palazzo Trinci de Foligno.
À sa mort ses fils Corrado, Niccolò et Bartolomeo deviennent conjointement seigneurs de Foligno.

### Sources
- (en) Cet article est partiellement ou en totalité issu de l’article de Wikipédia en anglais intitulé « Ugolino III Trinci » (voir la liste des auteurs).